# Lucia Arduini
Lucia Arduini (Piacenza, 11 novembre 1956) è una fumettista italiana.

## Biografia
Dopo aver collaborato con Giovanni Freghieri dal quale apprese il mestiere, nel 1975 iniziò a collaborare alla serie degli Albi dell'Intrepido della Casa Editrice Universo e, dopo una lunga collaborazione con questa casa editrice, passò a collaborare con la Eura Editoriale pubblicando su riviste come Skorpio e Lanciostory. Dal 1991 collaborò al rilancio della rivista Intrepido gestita da Sauro Pennacchioli realizzando la serie Dipartimento Esp e altre storie auto conclusive. Nel 1994 passò alla Sergio Bonelli Editore collaborando alla realizzazione delle serie Martin Mystère, Zona X, Nathan Never e Brendon e alla miniserie Odessa.